# اسپای آناستازیا
اسپای آناستازیا (اوکراینی: Анастасія Юріївна Спас؛ زادهٔ ۶ اوت ۱۹۹۳) ورزشکار پنج‌گانه مدرن اهل اوکراین است.

## حرفه
وی همچنین از ورزشکاران پنج‌گانه مدرن در بازی‌های المپیک تابستانی ۲۰۱۶ بوده‌است.